# Prope
Prope is een Japanse computerspelontwikkelaar onder leiding van Yuji Naka.

## Geschiedenis
Het bedrijf werd op 23 mei 2006 opgericht door Yuji Naka, een oud-medewerker van Sega, en een groep van tien leden van Sonic Team. Naka verliet Sega om zijn eigen studio op te richten en werd gevolgd door tien andere leden van Sonic Team. Er kwam een startkapitaal van 10 miljoen yen, waarvan een tiende deel afkomstig van Sega in ruil voor een voorkeursrecht. Dit hield in dat Prope spellen moest uitgeven via Sega, tenzij Sega een speltitel afwees.
Het bedrijf richtte zich aanvankelijk op het ontwikkelen van spellen voor zowel kinderen als volwassenen. Ook wilde Naka 2D- en 3D-spellen gaan ontwikkelen.
Naast verschillende spellen voor Android en iOS heeft het bedrijf ook spellen ontwikkeld voor andere spelcomputers, zoals de Wii, PlayStation 3 en Xbox 360. In 2011 bracht het bedrijf het spel Real Ski Jump uit, dat in totaal vier miljoen keer is gedownload.

## Ontwikkelde spellen
| Jaar | Titel                   | Platform                                      |
| ---- | ----------------------- | --------------------------------------------- |
| 2008 | Let's Catch             | Wii                                           |
| 2008 | Let's Tap               | Wii, Android/iOS                              |
| 2010 | Ivy the Kiwi?           | Wii, Nintendo DS, Android/iOS, Windows Mobile |
| 2010 | Just Half               | Android/iOS                                   |
| 2011 | Fishing Resort          | Wii                                           |
| 2011 | Real Ski Jump           | Android/iOS                                   |
| 2011 | Get the Time            | Android/iOS                                   |
| 2011 | Past Camera             | Android/iOS                                   |
| 2012 | Real SkiJump Battle     | Android/iOS                                   |
| 2012 | Buddy Monster           | Android/iOS                                   |
| 2013 | Digimon Adventure       | PlayStation Portable                          |
| 2013 | StreetPass Mansion      | Nintendo 3DS                                  |
| 2014 | Digimon All-Star Rumble | PlayStation 3, Xbox 360                       |
| 2014 | Samurai Santaro         | Android/iOS                                   |
| 2015 | Rodea the Sky Soldier   | Wii                                           |
| 2015 | StreetPass Fishing      | Nintendo 3DS                                  |